# Тим Уолз
Тѝмъти Джеймс Уолз (на английски: Timothy James Walz, [ˈtɪməθi d͡ʒeɪmz wɔːlz]) е американски политик, подофицер от армията, учител и губернатор на щата Минесота от 2019 г. Член е на Демократическата партия и е неин кандидат за вицепрезидент на президентските избори в страната през 2024 г. В периода 2007 – 2019 г. е конгресмен в Камарата на представителите от Минесота, представлявайки голям и основно селски район в южната част на щата. Известен е с прогресивните си възгледи по теми като правата на жените и изменението на климата.